# Fentermin

Strukturformel för fentermin.

Fentermin, IUPAC-namn 2-metyl-1-fenylpropan-2-amin, summaformel C10H15N, är ett centralstimulerande medel. Namnet är skapat som en sammandragning av fenyl-tertiär-butylamin och kallas även 2-metylamfetamin. 
Det används även som aptitnedsättande läkemedel. Varunamnet är Mirapront.
Substansen är narkotikaklassad och ingår i förteckning P IV i 1971 års psykotropkonvention, samt i förteckning II i Sverige.